# Чныррах (село)

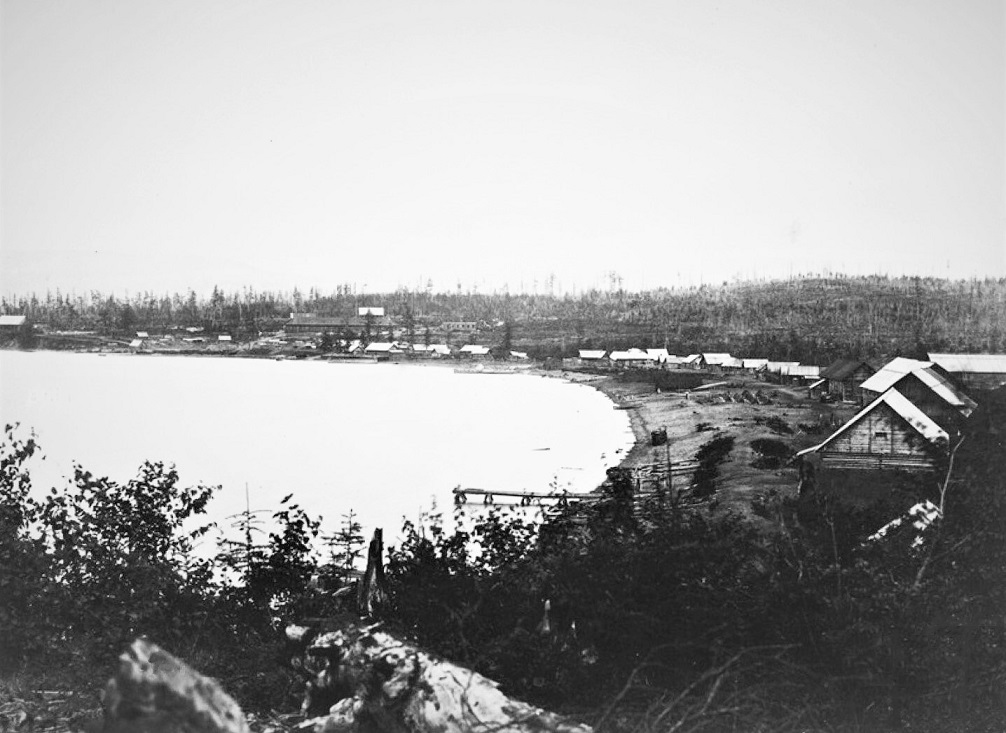
Чныррах. 1860-е годы. Фотография В. В. Ланина

Чнырра́х — село в Николаевском районе Хабаровского края. Входит в состав Красносельского сельского поселения. Расположено на левом берегу реки Амур, недалеко от её устья.

## География
Село расположено в восточной части региона, на реке Амур, вблизи её впадения в Охотское море.
Климат
Чныррах относится к местности, приравненной к районам Крайнего Севера.
Территория Чнырраха, как и всего района, относится к умеренно-холодному, влажному климату.
Зима продолжительная и морозная. Устойчивый снежный покров устанавливается в третьей декаде октября и продолжается 165—200 дней. Средняя высота снежного покрова достигает 30 см, в низовьях Амура — до 90 см. Средняя температура января составляет −25,6 °C, среднегодовая: −2,3 °C.

## История
Посёлок был построен как один из элементов Чныррахской (Николаевской) крепости, созданной для защиты устья Амура и Амурского лимана во времена Крымской войны 1853—1856 гг.

## Население
1. Н/Д[5]

1. Н/Д[6]

## Люди, связанные с селом
Во время русско-японской войны в Чныррахе проходил службу известный российский гидрограф и полярный исследователь Г. Я. Седов.

## Инфраструктура
Среди достопримечательностей: Минный каземат, Артиллерийская береговая батарея восьмиорудийная литер E Заозерная и пр. военные артефакты.

## Транспорт
Село доступно автомобильному и водному транспорту.